# Бобрун, Дмитрий Викторович
Дмитрий Викторович Бобрун (укр. Дмитро Вікторович Бобрун; род. 2 декабря 1926) — советский и украинский спортсмен и тренер; Заслуженный мастер спорта СССР (1955), Заслуженный тренер Украинской ССР (1967), Заслуженный тренер СССР (1972), судья всесоюзной категории. Подполковник.

## Биография
Родился 2 декабря 1926 года в селе Зелёное Кобелякского района Полтавской области Украинской ССР.
В 1943 году призван в армию Борским РВК Куйбышевской области. Служил в 2-м особом стрелковом батальоне 30-й отдельной стрелковой бригады 35-й армии. В 1946 году окончил Черкасское пехотное училище, где занялся пулевой стрельбой. Тренировался у В. Кришневского и Г. Козлова. У 1952—1969 годах выступал за Спортивный клуб армии (Львов). Чемпион мира 1954 года в стрельбе по мишени «бегущий олень»; двукратный чемпион мира (1954) и двукратный чемпион Европы (1955) в командных соревнованиях. Бронзовый призер чемпионата Европы (1955) в личных соревнованиях. Шестикратный чемпион СССР (1953—1954, 1956—1957), десятикратный рекордсмен СССР в личном и командном зачетах.
Во время тренерской деятельности воспитал 10 мастеров спорта международного класса и более 100 мастеров спорта СССР, в числе которых серебряный призёр XX Олимпийских игр Борис Мельник.
В 2016 году отмечалось 90-летие Дмитрия Викторовича Бобруна.